# Třída Hunley
Třída Hunley byla třída mateřských lodí ponorek námořnictva Spojených států amerických. Jejich úkolem bylo zásobování a podpora raketonosných ponorek nesoucích rakety Polaris, Poseidon a Trident. Byly to první americké mateřské lodě speciálně navržené pro poskytování podpory ponorkám nesoucím balistické rakety. Celkem byly postaveny dvě jednotky této třídy. Ve službě byly v letech 1962–1996. Obě byly po vyřazení sešrotovány.

## Stavba
Celkem byly v letech 1960–1963 postaveny dvě jednotky této třídy. USS Hunley postavila v letech 1960–1962 loděnice Newport News Shipbuilding v Newport News ve státě Virginie. Druhou jednotku USS Holland postavila v letech 1962–1963 loděnice Ingalls Shipbuilding v Pasagoule ve státě Mississippi.
Jednotky třídy Hunley:
| Jméno               | Loděnice                  | Kýl založen        | Spuštěna       | Vstup do služby | Status                                                                                 |
| ------------------- | ------------------------- | ------------------ | -------------- | --------------- | -------------------------------------------------------------------------------------- |
| USS Hunley (AS-31)  | Newport News Shipbuilding | 28. listopadu 1960 | 28. září 1961  | 16. června 1962 | Vyřazena 30. září 1994, z námořního registru vyškrtnuta 3. května 1996, sešrotována.   |
| USS Holland (AS-32) | Ingalls Shipbuilding      | 5. března 1962     | 19. ledna 1963 | 30. září 1963   | Vyřazena 30. září 1996, z námořního rejstříku vyškrtnuta 12. května 2000, sešrotována. |

## Konstrukce

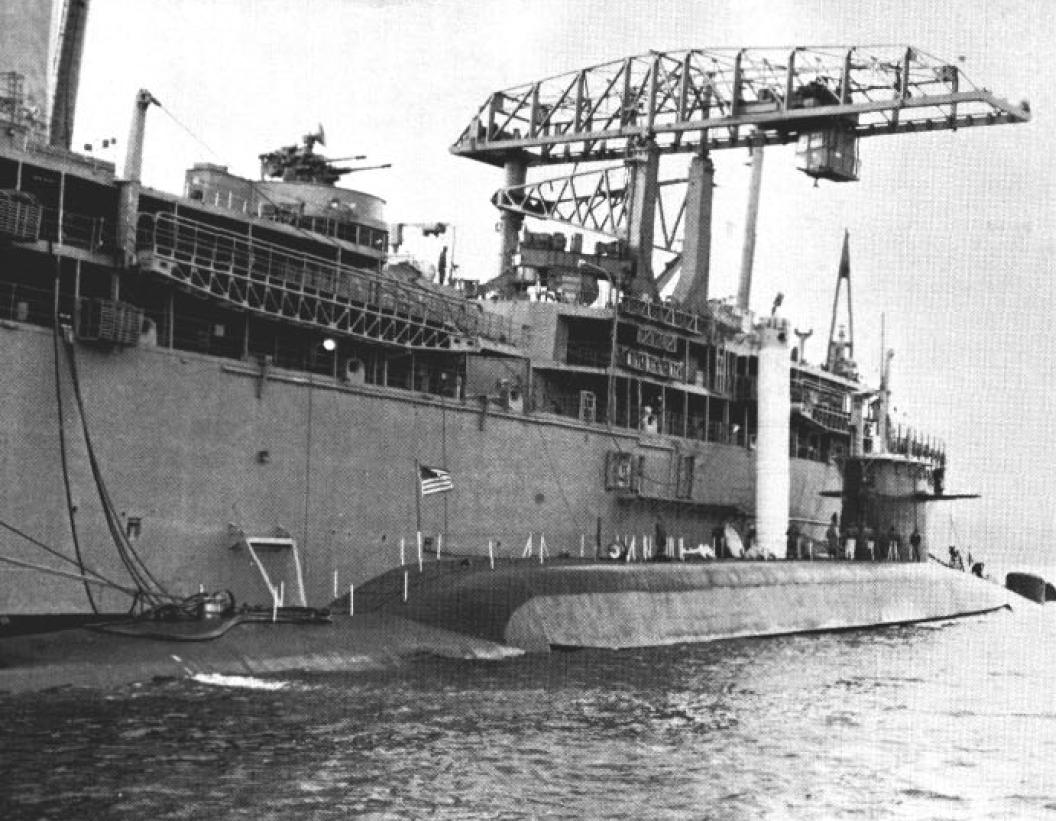
Hunley vyjímá balistickou raketu Polaris ze sila raketonosné ponorky USS Thomas A. Edison (SSBN-610)

Výzbroj tvořily čtyři 40mm kanóny. Nejvyšší rychlost dosahovala 18 uzlů. Na zádi byla přistávací plocha pro vrtulník.